# Liste der Träger des Ritterkreuzes des Eisernen Kreuzes der U-Boot-Waffe

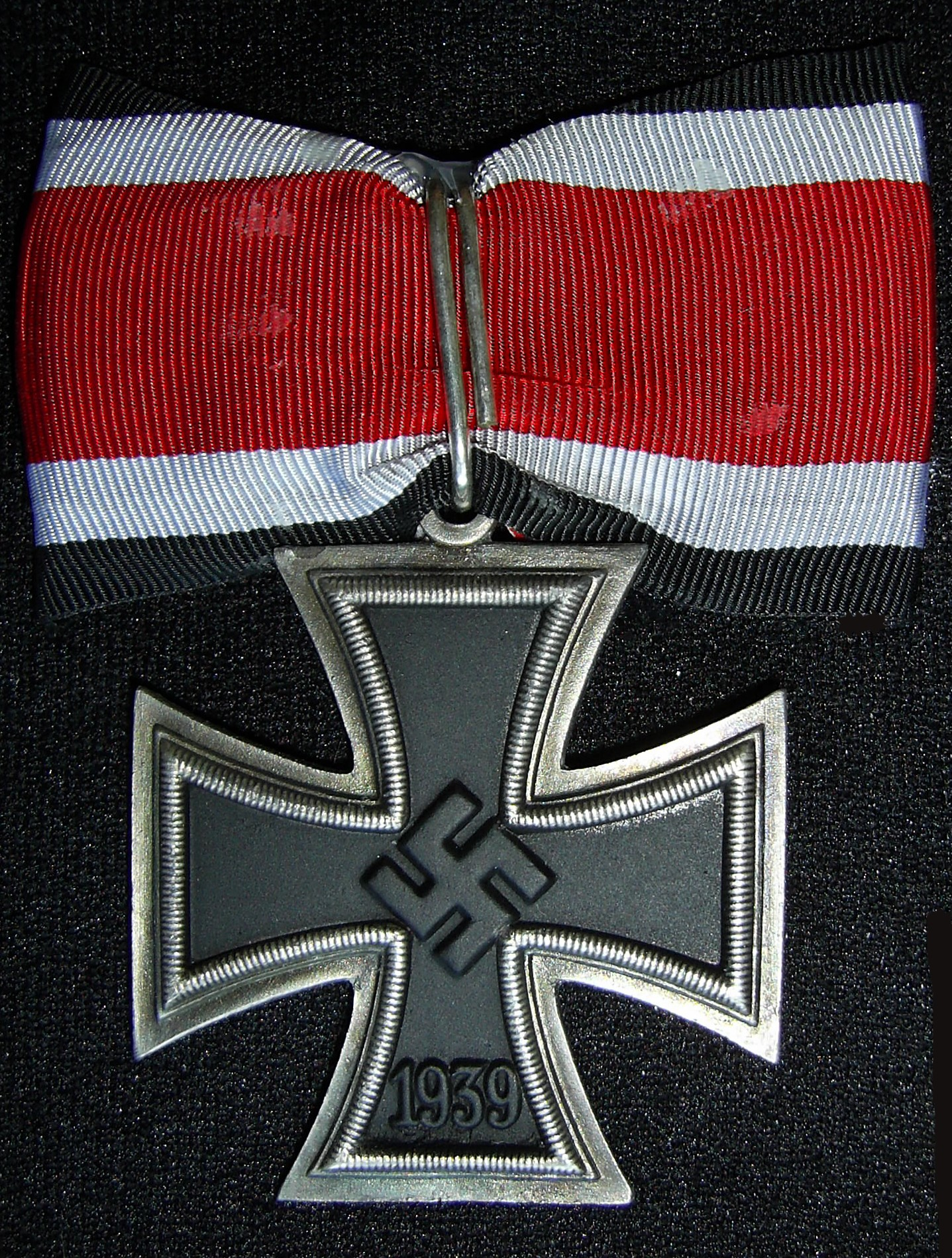
Das Ritterkreuz des Eisernen Kreuzes

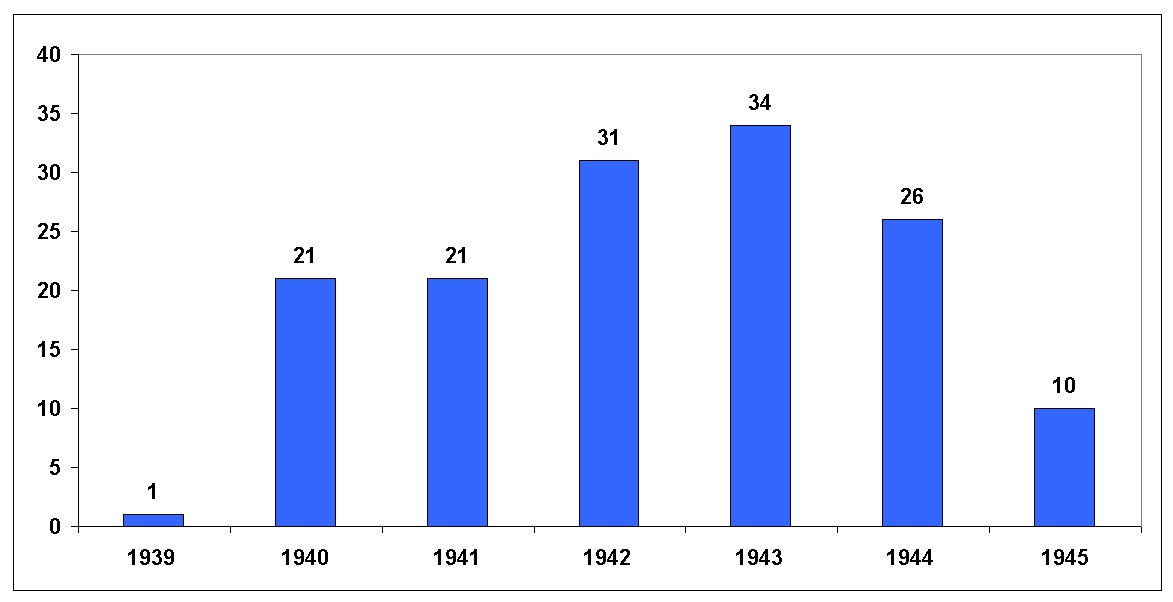
Verleihungsübersicht 1939–1945

Die nachfolgende Übersicht beinhaltet alle 145 in der Literatur erwähnten Verleihungen des Ritterkreuz des Eisernen Kreuzes an Angehörige der U-Boot-Waffe der Kriegsmarine von September 1939 bis Mai 1945. Sie beinhaltet ferner die Verleihung etwaiger höherer Stufen des Ritterkreuzes. So erhielten 28 Angehörige der U-Boot-Waffe später das Eichenlaub zum Ritterkreuz, fünf die Schwerter und drei die Brillanten. Aufgrund der strengeren Verleihungsrichtlinien wurde das Ritterkreuz innerhalb der U-Boot-Waffe anteilsmäßig seltener verliehen als bei anderen Truppengattungen.
39 Ritterkreuzträger fielen bis Kriegsende oder verunglückten tödlich († grau markiert), darunter 4 Eichenlaubträger. 71 kehrten nach dem Krieg in das Zivilleben zurück. 37 Ritterkreuzträger dienten später in der Bundeswehr beziehungsweise der Bundesmarine oder dem Bundesgrenzschutz (hier gelb markiert). Keiner diente später in der Volksmarine der DDR.
Zusätzlich wurden noch drei U-Boot-Kommandanten der italienischen Marinen mit dem Ritterkreuz des Eisernen Kreuzes ausgezeichnet.

## Verleihungsübersicht

### 1939
| Nummer | Name            | Ritterkreuz      | Eichenlaub       | Schwerter | Brillanten | Kurzbiografie |
| 1.     | Günther Prien † | 18. Oktober 1939 | 20. Oktober 1940 |           |            |               |

### 1940
Im Jahr 1940 erhielten 21 Angehörige der U-Boot-Waffe das Ritterkreuz verliehen. Elf erhielten später noch das Eichenlaub, allerdings nicht binnen Jahresfrist. Ferner wurden an drei von ihnen später noch die Schwerter und an einen, Wolfgang Lüth, die Brillanten verliehen.
| Nummer | Name                | Ritterkreuz        | Eichenlaub         | Schwerter         | Brillanten     | Kurzbiografie |
| 2.     | Herbert Schultze    | 1. März 1940       | 12. Juni 1941      |                   |                | |
| 3.     | Karl Dönitz         | 21. April 1940     | 6. April 1943      |                   |                | |
| 4.     | Werner Hartmann     | 9. Mai 1940        | 5. November 1944   |                   |                | |
| 5.     | Otto Schuhart       | 16. Mai 1940       |                    |                   |                | |
| 6.     | Wilhelm Rollmann †  | 31. Juli 1940      |                    |                   |                | |
| 7.     | Otto Kretschmer     | 4. August 1940     | 4. November 1940   | 26. Dezember 1941 |                | |
| 8.     | Heinrich Liebe      | 14. August 1940    | 10. Juni 1941      |                   |                | |
| 9.     | Fritz-Julius Lemp † | 14. August 1940    |                    |                   |                | |
| 10.    | Hans-Rudolf Rösing  | 29. August 1940    |                    |                   |                | |
| 11.    | Fritz Frauenheim    | 29. August 1940    |                    |                   |                | |
| 12.    | Engelbert Endrass † | 5. September 1940  | 10. Juni 1941      |                   |                | |
| 13.    | Günter Kuhnke       | 19. September 1940 |                    |                   |                | |
| 14.    | Joachim Schepke †   | 24. September 1940 | 1. Dezember 1940   |                   |                | |
| 15.    | Hans Jenisch        | 7. Oktober 1940    |                    |                   |                | |
| 16.    | Victor Oehrn        | 21. Oktober 1940   |                    |                   |                | |
| 17.    | Gerd Suhren         | 21. Oktober 1940   |                    |                   |                | |
| 18.    | Heinrich Bleichrodt | 24. Oktober 1940   | 23. September 1942 |                   |                | |
| 19.    | Wolfgang Lüth       | 24. Oktober 1940   | 13. November 1942  | 15. April 1943    | 9. August 1943 | |
| 20.    | Reinhard Suhren     | 3. November 1940   | 31. Dezember 1941  | 1. September 1942 |                | |
| 21.    | Heinrich Petersen   | 5. November 1940   |                    |                   |                | (* 3. November 1903 in Hamburg; † 6. Juni 1963 in Kiel) zuletzt im Dienstrang Oberleutnant zur See. Eintritt Reichsmarine 1. September 1919. Dort Reichswehr-Jäger-Bataillon, anschließend 5. Marine-Regiment. 3. September 1931 ausgeschieden. 1. Januar 1935 Reaktivierung. 3. Oktober 1937 Wechsel zur U-Boot-Waffe. Danach Obersteuermann auf U 23 auf acht Feindfahrten. Danach U 99 acht Feindfahrten. Für fachliches Können als wachhabender Offizier am 5. November 1940 mit Ritterkreuz ausgezeichnet. Auf letzter Feindfahrt mit U 99 am 17. März 1941 in britische Kriegsgefangenschaft geraten. Am 24. Juni 1947 aus dieser entlassen. |
| 22.    | Viktor Schütze      | 11. Dezember 1940  | 14. Juli 1941      |                   |                | |

### 1941
Im Jahr 1941 erhielten 21 Angehörige der U-Boot-Waffe das Ritterkreuz des Eisernen Kreuzes verliehen. Heinrich Lehmann-Willenbrock erhielt zusätzlich noch im selben Jahr das Eichenlaub.
| Nummer | Name                          | Ritterkreuz       | Eichenlaub         | Schwerter       | Brillanten | Kurzbiografie |
| 23.    | Hans-Gerrit von Stockhausen † | 14. Januar 1941   |                    |                 |            | |
| 24.    | Karl-Heinz Moehle             | 26. Februar 1941  |                    |                 |            | |
| 25.    | Heinrich Lehmann-Willenbrock  | 26. Februar 1941  | 31. Dezember 1941  |                 |            | |
| 26.    | Jürgen Oesten                 | 26. März 1941     |                    |                 |            | |
| 27.    | Wilhelm Schulz                | 4. April 1941     |                    |                 |            | |
| 28.    | Erich Zürn                    | 23. April 1941    |                    |                 |            | (* 23. Juli 1906 in Stuttgart; † 9. August 1965 in Großholzleute) zuletzt im Dienstrang Kapitänleutnant (Ing.). Zunächst marinemilitärische Ausbildung. 28. April 1939 bis 9. Oktober 1939 Fähnrich (Ing.), später Oberfähnrich (Ing.) auf Admiral Hipper. 22. Dezember bis 14. Juli 1941 unter verschiedenen Kommandanten auf U 48 9 Feindfahrten. 23. April 1941 Ritterkreuzverleihung für vorbildliche Funktion als Leitender Ingenieur auf U 48. 15. Juli 1941 bis Kriegsende Flottilleningenieur bei der 5. U-Flottille, 23. U-Flottille und 29. U-Flottille. |
| 29.    | Herbert Kuppisch †            | 14. Mai 1941      |                    |                 |            | |
| 30.    | Herbert Wohlfarth             | 15. Mai 1941      |                    |                 |            | |
| 31.    | Georg Schewe                  | 23. Mai 1941      |                    |                 |            | |
| 32.    | Claus Korth                   | 29. Mai 1941      |                    |                 |            | |
| 33.    | Erich Topp                    | 20. Juni 1941     | 11. April 1942     | 17. August 1942 |            | |
| 34.    | Günter Hessler                | 24. Juni 1941     |                    |                 |            | |
| 35.    | Jost Metzler                  | 28. Juli 1941     |                    |                 |            | |
| 36.    | Adalbert Schnee               | 30. August 1941   | 15. Juli 1942      |                 |            | |
| 37.    | Rolf Mützelburg †             | 17. November 1941 | 15. Juli 1942      |                 |            | |
| 38.    | Ernst Mengersen               | 18. November 1941 |                    |                 |            | |
| 39.    | Friedrich Guggenberger        | 10. Dezember 1941 | 8. Januar 1943     |                 |            | |
| 40.    | Klaus Scholtz                 | 26. Dezember 1941 | 10. September 1942 |                 |            | |
| 41.    | Gerhard Bigalk †              | 26. Dezember 1941 |                    |                 |            | |
| 42.    | Eitel-Friedrich Kentrat       | 31. Dezember 1941 |                    |                 |            | |
| 43.    | Robert Gysae                  | 31. Dezember 1941 | 31. Mai 1943       |                 |            | |

### 1942
Im Jahr 1942 wurden 31 Angehörige der U-Boot-Waffe mit dem Ritterkreuz des Eisernen Kreuzes ausgezeichnet. Sowohl Reinhard Hardegen als auch Karl-Friedrich Merten wurden noch im gleichen Jahr mit dem Eichenlaub ausgezeichnet.
| Nummer | Name                           | Ritterkreuz        | Eichenlaub        | Schwerter | Brillanten | Kurzbiografie |
| 44.    | Reinhard Hardegen              | 23. Januar 1942    | 23. April 1942    |           |            | |
| 45.    | Hans Diedrich von Tiesenhausen | 27. Januar 1942    |                   |           |            | |
| 46.    | Nikolai Asmus Clausen †        | 13. März 1942      |                   |           |            | |
| 47.    | Ernst Bauer                    | 16. März 1942      |                   |           |            | |
| 48.    | Johann Mohr †                  | 27. März 1942      | 13. Januar 1943   |           |            | |
| 49.    | Otto Ites                      | 28. März 1942      |                   |           |            | |
| 50.    | Richard Zapp                   | 23. April 1942     |                   |           |            | (* 3. April 1904 in Germersheim; † 17. Juli 1964 in Kiel). Zuletzt im Dienstrang Fregattenkapitän. Eintritt Reichsmarine zum 1. Mai 1923. Ab April 1940 U-Ausbildung sowie ab September 1940 Kommandantenausbildung. Januar 1941 bis Juni 1942 Kommandant von U 66. Danach bis Mai 1945 Flottillenchef der 3. U-Flottille. 5 Feindfahrten mit U 66, wobei 16 Schiffe mit 103.541 BRT versenkt und 1 Schiff mit 12.502 BRT beschädigt wurden. Zweifache Nennung im Wehrmachtbericht. Französische Kriegsgefangenschaft von 9. Mai 1945 bis 5. Juli 1947.                                                                  |
| 51.    | Werner Winter                  | 5. Juni 1942       |                   |           |            | |
| 52.    | Peter-Erich Cremer             | 5. Juni 1942       |                   |           |            | |
| 53.    | Karl-Friedrich Merten          | 13. Juni 1942      | 16. November 1942 |           |            | |
| 54.    | Hans-Werner Kraus              | 19. Juni 1942      |                   |           |            | |
| 55.    | Erwin Rostin †                 | 28. Juni 1942      |                   |           |            | (* 28. Oktober 1907 in Güstrow; † 30. Juni 1942 im Westatlantik) Zuletzt im Dienstrang Korvettenkapitän. 4. Oktober 1933 Eintritt Reichsmarine. März 1941 U-Ausbildung, ab Juni 1941 Kommandantenausbildung. Ab 25. September 1941 Kommandant von U 158. Auf 2 Feindfahrten konnten hierbei 17 Schiffe mit 100.849 BRT versenkt werden. Am 30. Juni 1942 wurde U 158 versenkt. Es gab keine Überlebenden. |
| 56.    | Heinz Otto Schultze †          | 9. Juli 1942       |                   |           |            | (* 13. September 1915 in Kiel; † 25. November 1943 im Südatlantik) Zuletzt im Dienstrang Kapitänleutnant. 8. April 1934 Eintritt Reichsmarine. Mai 1937 U-Ausbildung, ab Januar 1940 Kommandantenausbildung. Ab 26. April 1941 Kommandant von U 432 und später U 849. Auf 8 Feindfahrten, darunter 7 mit U 432 konnten hierbei 18 Schiffe mit 64.665 BRT sowie ein Schiff mit 210 ts versenkt werden. Am 25. November 1943 wurde U 849 versenkt. Es gab keine Überlebenden. |
| 57.    | Georg Lassen                   | 10. August 1942    | 7. März 1943      |           |            | |
| 58.    | Helmut Rosenbaum †             | 12. August 1942    |                   |           |            | (* 11. Mai 1913 in Döbeln; † 10. Mai 1944 bei Constanța) Zuletzt im Dienstrang Korvettenkapitän. 15. August 1932 Eintritt Reichsmarine. Februar 1937 U-Ausbildung, ab März 1939 Kommandantenausbildung. Ab September 1940 Kommandant von U 73. Auf 8 Feindfahrten konnten hierbei 7 Schiffe mit 57.771 BRT versenkt werden. Oktober 1942 bis 10. Mai 1944 Flottillenchef der 30. U-Flottille. Am 10. Mai 1944 bei einem Flugzeugabsturz ums Leben gekommen. |
| 59.    | Adolf Cornelius Piening        | 13. August 1942    |                   |           |            | |
| 60.    | Heinrich Schonder †            | 19. August 1942    |                   |           |            | (* 23. Juli 1910 in Erfurt; † 24. Juni 1943 im Nordatlantik) Zuletzt im Dienstrang Korvettenkapitän. 5. April 1935 Eintritt Reichsmarine. Januar 1938 U-Ausbildung, ab Mai 1940 Kommandantenausbildung. 1. Mai 1942 bis 7. September 1942 Kommandant von U 77, später U 200. 8 Feindfahrten, davon 7 mit U 77, wobei 8 Schiffe mit 28.654 BRT, 8 Segler mit 660 BRT sowie ein Zerstörer mit 1.690 ts versenkt werden konnten. Am 24. Juni 1943 wurde U 200 versenkt. Es gab keine Überlebenden. |
| 61.    | Karl Thurmann †                | 24. August 1942    |                   |           |            | (* 4. September 1909 in Mülheim an der Ruhr; † seit 20. Januar 1943 im Nordatlantik verschollen) Zuletzt im Dienstrang Korvettenkapitän. 1. April 1928 Eintritt Reichsmarine. April 1940 U-Ausbildung, ab August 1940 Kommandantenausbildung. Ab 23. Dezember 1942 Kommandant von U 553. Auf 10 Feindfahrten konnten hierbei 13 Schiffe mit 64.612 BRT versenkt werden. Seit 20. Januar 1943 gilt U 553 als vermisst. An diesem Tag traf sich U 553 mit U 465 und übergab das nautische Jahrbuch. Danach trennten sich die Wege der beiden U-Boote. Der 28. Januar 1943 wurde daraufhin als amtlicher Todestag bestimmt. |
| 62.    | Ernst Kals                     | 1. September 1942  |                   |           |            | (* 2. August 1905 in Glauchau; † 8. November 1979 in Emden) Zuletzt im Dienstrang Kapitän zur See. 31. März 1924 Eintritt Reichsmarine. Oktober 1940 U-Ausbildung, ab Februar 1941 Kommandantenausbildung. Ab 11. Juni 1941 Kommandant von U 130. Hierbei gelangen ihm auf 5 Feindfahrten 20 Schiffsversenkungen mit 145.655 BRT. Ab Januar 1943 Flottillenchef der 3. U-Flottille. Dort am 8. Mai 1945 in französische Kriegsgefangenschaft geraten, aus der er am 20. Januar 1948 wieder entlassen wurde. |
| 63.    | Werner Hartenstein †           | 17. September 1942 |                   |           |            | |
| 64.    | Günther Krech                  | 17. September 1942 |                   |           |            | |
| 65.    | Otto von Bülow                 | 20. Oktober 1942   | 26. April 1943    |           |            | |
| 66.    | Helmut Witte                   | 22. Oktober 1942   |                   |           |            | |
| 67.    | Siegfried Strelow †            | 27. Oktober 1942   |                   |           |            | (* 15. April 1911 in Kiel; † 9. Juli 1943 im Nordatlantik) Zuletzt im Dienstrang Korvettenkapitän. Eintritt Reichsmarine am 1. April 1931. Ab April 1941 U-Lehrgang sowie August 1941 Kommandantenausbildung. Ab Februar 1943 Kommandant von U 435, mit denen er auf 8 Feindfahrten 11 Schiffe mit 57.023 BRT versenken konnte. Am 9. Juli 1943 wurde U 435 versenkt. Es gab keine Überlebenden. |
| 68.    | Fritz Poske                    | 6. November 1942   |                   |           |            | |
| 69.    | Carl Emmermann                 | 27. November 1942  | 4. Juli 1943      |           |            | |
| 70.    | Günther Müller-Stöckheim †     | 27. November 1942  |                   |           |            | |
| 71.    | Wilhelm Dommes                 | 2. Dezember 1942   |                   |           |            | |
| 72.    | Hans Ludwig Witt               | 17. Dezember 1942  |                   |           |            | (* 25. Dezember 1909 in Bautzen; † 13. Februar 1980 in Hamburg) Zuletzt im Dienstrang Korvettenkapitän. Eintritt Reichsmarine am 1. April 1929. Ab Oktober 1940 U-Lehrgang sowie Dezember 1941 Kommandantenausbildung. Ab Mai 1942 Kommandant von U 129, mit denen er auf 3 Feindfahrten 19 Schiffe mit 100.773 BRT versenken konnte. Anschließend Hilfsreferent. Am 26. Januar 1945 Kommandant von U 3524, keine Feindfahrten. 8. Mai 1945 britische Kriegsgefangenschaft. |
| 73.    | Werner Henke †                 | 17. Dezember 1942  | 4. Juli 1943      |           |            | |
| 74.    | Hermann Rasch                  | 29. Dezember 1942  |                   |           |            | |

### 1943
Im Jahr 1943 erhielten 34 Personen der U-Boot-Waffe das Ritterkreuz. Albrecht Brandi erhielt zusätzlich noch im selben Jahr das Eichenlaub.
| Nummer | Name                                   | Ritterkreuz        | Eichenlaub     | Schwerter   | Brillanten        | Kurzbiografie |
| 75.    | Harro Schacht †                        | 9. Januar 1943     |                |             |                   | |
| 76.    | Albrecht Achilles †                    | 16. Januar 1943    |                |             |                   | |
| 77.    | Herbert Schneider †                    | 16. Januar 1943    |                |             |                   | (* 25. Juni 1915 in Nürnberg; † 23. Februar 1943 im Mittelatlantik) Zuletzt im Dienstrang Kapitänleutnant. 8. April 1934 Eintritt Reichsmarine. 1936 bis September 1940 Luftwaffe. Danach U-Boot Ausbildung und später Wachoffizier auf U 123. Kommandantenausbildung 1941/1942. 2 Feindfahrten als Kommandant von U 522. 7 Schiffe mit 45.826 BRT versenkt, 2 mit 12.479 BRT beschädigt. |
| 78.    | Ulrich Heyse                           | 21. Januar 1943    |                |             |                   | (* 20. September 1906 in Berlin; † 19. November 1970 in Flensburg) Zuletzt im Dienstrang Korvettenkapitän. Eintritt Reichsmarine zum 4. Oktober 1933. Ab 1940 U-Boot Ausbildung. 5 Feindfahrten als Kommandant von U 128, wobei 15 Schiffe mit 83.638 BRT versenkt werden konnten. |
| 79.    | Albrecht Brandi                        | 21. Januar 1943    | 11. April 1943 | 9. Mai 1944 | 24. November 1944 | |
| 80.    | Siegfried Freiherr von Forstner †      | 9. Februar 1943    |                |             |                   | (* 19. September 1910 in Hannover; † 13. Oktober 1943 im Nordatlantik) Zuletzt im Dienstrang Korvettenkapitän. Eintritt Reichsmarine 1. April 1930. Ab April 1940 U-Boot Ausbildung. 8 Feindfahrten als Kommandant von U 402, wobei 12 Schiffe mit 71.036 BRT versenkt werden konnten. |
| 81.    | Gerhard Bielig                         | 10. Februar 1943   |                |             |                   | (* 28. April 1916 in Hannover; † 29. September 2004) Zuletzt im Dienstrang Kapitänleutnant Ing. Eintritt Reichsmarine 8. April 1934. Ab 1937 U-Boot Ausbildung. 16 Feindfahrten als Leitender Ingenieur von U 29, U 103 und U 177. Ferner Träger des Deutschen Kreuzes in Gold. Entlassung aus Kriegsgefangenschaft am 15. Februar 1947 |
| 82.    | Erich Würdemann †                      | 14. März 1943      |                |             |                   | |
| 83.    | Reinhart Reche                         | 17. März 1943      |                |             |                   | (* 13. Dezember 1915 in Kreuzburg; † 3. März 1993 in Bonn) Zuletzt im Dienstrang Kapitän zur See der Bundesmarine. Eintritt Reichsmarine 8. April 1934. Ab April 1940 U-Boot Ausbildung und Oktober 1941 Kommandantenausbildung. 6 Feindfahrten als Kommandant von U 255, wobei 10 Schiffe mit 54.042 BRT versenkt werden konnten. 2. Juli 1956 Eintritt Bundesmarine. Dort bis 1959 Ausbildungsleiter für U-Boote. 1961 bis 1964 Einsatz als Referent in SHAPE Paris Pay and Procurement Division. Anschließend Planungsreferent für Wehrtechnik zur See im Bundesministerium für Verteidigung. 31. März 1974 Eintritt in den Ruhestand. Reche war ferner Träger des Bundesverdienstkreuzes.                           |
| 84.    | Hans Hartwig Trojer †                  | 24. März 1943      |                |             |                   | (* 22. Januar 1916 in Birthälm; † 27. September 1943 im Nordatlantik) Zuletzt im Dienstrang Kapitänleutnant. Eintritt Reichsmarine 3. April 1936. Ab April 1938 U-Boot Ausbildung. 5 Feindfahrten als Kommandant von U 221, wobei 12 Schiffe mit 69.731 BRT versenkt werden konnten. |
| 85.    | Harald Gelhaus                         | 26. März 1943      |                |             |                   | (* 24. Juli 1915 in Göttingen; † 2. Dezember 1997 in Bochum) Zuletzt im Dienstrang Kapitänleutnant. Eintritt Reichsmarine 5. April 1935. Ab Oktober 1939 U-Boot Ausbildung. 9 Feindfahrten als Kommandant von U 143 und U 107, wobei 19 Schiffe mit 100.383 BRT versenkt werden konnten. |
| 86.    | Karl Neitzel                           | 27. März 1943      |                |             |                   | |
| 87.    | Günther Seibicke †                     | 27. März 1943      |                |             |                   | (* 30. August 1911 in Eggersdorf; † 26. Mai 1943 im Nordatlantik) Zuletzt im Dienstrang Korvettenkapitän. Eintritt Reichsmarine 29. August 1932. Ab April 1941 U-Boot Ausbildung und Kommandantenlehrgang. 8 Feindfahrten als Kommandant von U 436, wobei 6 Schiffe mit 35.774 BRT versenkt werden konnten. |
| 88.    | Ulrich Folkers †                       | 27. März 1943      |                |             |                   | (* 6. März 1915 in Kiel; † 6. Mai 1943 im Nordatlantik) Zuletzt im Dienstrang Kapitänleutnant. Eintritt Reichsmarine 8. April 1934. Ab April 1940 U-Boot Ausbildung und Kommandantenlehrgang. 5 Feindfahrten als Kommandant von U 125, wobei 17 Schiffe mit 82.872 BRT versenkt werden konnten. |
| 89.    | Hans Heidtmann                         | 12. April 1943     |                |             |                   | |
| 90.    | Helmut Möhlmann                        | 16. April 1943     |                |             |                   | (* 25. Juni 1913 in Kiel; † 12. April 1977 in Prien am Chiemsee) Zuletzt im Dienstrang Fregattenkapitän der Bundesmarine. Eintritt Reichsmarine 1. April 1933. Ab März 1941 U-Boot Ausbildung und Kommandantenlehrgang. 7 Feindfahrten als Kommandant von U 596, wobei 4 Schiffe mit 27.326 BRT versenkt werden konnten. |
| 91.    | Gunter Jahn                            | 30. April 1943     |                |             |                   | (* 27. September 1910 in Hamburg; † 12. April 1992 in Krailling) Zuletzt im Dienstrang Korvettenkapitän. Eintritt Reichsmarine 8. April 1931. Ab April 1940 U-Boot Ausbildung und ab November 1940 Kommandantenlehrgang. 8 Feindfahrten als Kommandant von U 571, wobei 7 Schiffe mit 47.169 BRT versenkt werden konnten. 1. Juli 1960 Eintritt Bundesmarine. Dort von April 1965 bis November 1969 Militärattaché der Deutschen Botschaft in Rio de Janeiro. Danach bis 31. März 1970 kommandiert zum Wehrbereichskommando VI München, dort später beurlaubt und Ruhestand. |
| 92.    | Klaus Bargsten                         | 30. April 1943     |                |             |                   | (* 31. Oktober 1911 in Bad Oldesloe; † 25. Oktober 2000 in Hamburg) Zuletzt im Dienstrang Kapitänleutnant. Eintritt Reichsmarine 3. April 1936. Ab April 1939 U-Boot Ausbildung und Kommandantenlehrgang. 7 Feindfahrten als Kommandant von U 563, davon drei von U 521, wobei 4 Schiffe mit 20.277 BRT sowie ein Zerstörer mit 750 ts versenkt werden konnten. Am 2. Juni 1943 in US-amerikanische Kriegsgefangenschaft geraten, nachdem Bargsten als einziger den Untergang seines Bootes nach Beschuss, überlebte. |
| 93.    | Wilhelm Franken †                      | 16. April 1943     |                |             |                   | (* 11. September 1914 in Schildesche; † 13. Januar 1945 in Kiel) Zuletzt im Dienstrang Korvettenkapitän. Eintritt Reichsmarine 5. April 1935. Ab Oktober 1940 U-Boot Ausbildung und 1942 Kommandantenlehrgang. 14 Feindfahrten als Kommandant von U 565, wobei 3 Schiffe mit 12.902 BRT sowie ein Zerstörer mit 1.540 ts mit versenkt werden konnten. Starb am 13. Januar 1945 beim Schiffsbrand des Wohnschiffes Daressalam. |
| 94.    | Günther Heydemann                      | 3. Juli 1943       |                |             |                   | (* 11. Januar 1914 in Greifswald; † 2. Januar 1986 in Hamburg) Zuletzt im Dienstrang Kapitänleutnant. Eintritt Reichsmarine 1. April 1933. Ab April 1940 U-Boot Ausbildung und Kommandantenlehrgang. 8 Feindfahrten als Kommandant von U 575, wobei acht Schiffe mit 65.787 BRT versenkt bzw. beschädigt werden konnten. |
| 95.    | Friedrich Markworth                    | 8. Juli 1943       |                |             |                   | |
| 96.    | Georg Staats †                         | 14. Juli 1943      |                |             |                   | (* 13. März 1916 in Bremen; † 12. November 1943 in der Biskaya) Zuletzt im Dienstrang Kapitänleutnant. Eintritt Reichsmarine 5. April 1935. Ab April 1940 U-Boot Ausbildung und April 1941 Kommandantenlehrgang. 8 Feindfahrten als Kommandant von U 575, wobei 8 Schiffe mit 36.105 BRT BRT versenkt werden konnten. |
| 97.    | Gerd Kelbing                           | 19. August 1943    |                |             |                   | (* 12. Juni 1915 in Salzbrunn) Zuletzt im Dienstrang Kapitänleutnant. Eintritt Reichsmarine 8. April 1934. Ab Januar 1941 U-Boot Ausbildung und Juni 1941 Kommandantenlehrgang. 15 Feindfahrten als Kommandant von U 593, wobei 11 Schiffe mit 47.536 BRT versenkt werden konnten sowie ferner 3 Zerstörer mit 2.902 ts. |
| 98.    | Herbert Panknin                        | 4. September 1943  |                |             |                   | (* 27. Dezember 1913 in Neustettin; † 15. März 2001 in Langen-Sievern) Zuletzt im Dienstrang Kapitän zur See der Bundesmarine. Eintritt Reichsmarine 8. April 1934. Ab September 1927 U-Boot Ausbildung. 15 Feindfahrten als Leitender Ingenieur von U 57, U 106 und U 861 unter verschiedenen Kommandanten. Ferner Träger des Deutschen Kreuzes in Gold. 22. Dezember 1958 Eintritt Bundesmarine stieg dort bis 1966 zum Kommandeur der Technischen Marineschule III in Bremerhaven auf. 31. März 1972 Eintritt in den Ruhestand. |
| 99.    | Willi Lechtenbörger †                  | 4. September 1943  |                |             |                   | (* 2. Februar 1914 in Bottrop; † 27. August 1943 im Westatlantik) Zuletzt im Dienstrang Kapitänleutnant (Ing) der Reserve. Eintritt Reichsmarine 1. Dezember 1934. Ab März 1937 U-Anwärter mit technischer Ausbildung. Februar 1940 U-Lehrgang. 7 Feindfahrten als Ingenieur auf U 201, später U 847. Ferner Träger des Deutschen Kreuzes in Gold |
| 100.   | Heinz Krey †                           | 4. September 1943  |                |             |                   | (* 31. Dezember 1921 in Wiesbaden; † 23. Mai 1943 im Nordatlantik) Zuletzt im Dienstrang Leutnant (Ing.). Eintritt Kriegsmarine 1. Dezember 1939. Ab Juli 1941 U-Lehrgang. 2 Feindfahrten als Ingenieurschüler auf U 703, eine Feindfahrt aus Leitender Ingenieur auf U 752. Am 23. Mai 1943 wurde U 752 nach Wasserbombentreffer gezwungen aufzutauchen. Krey hielt als Leitender Ingenieur das Boot solange über Wasser, bis sich die 17 Überlebenden aus dem Boot retten konnten. Bei Annäherung zweier britischer Zerstörer, entschloss sich Krey zur Selbstversenkung, konnte das Boot selbst jedoch nicht mehr vor dem Untergang verlassen. Es gab 30 Tote. Posthum erhielt Krey dafür das Ritterkreuz verliehen. |
| 101.   | August Maus                            | 21. September 1943 |                |             |                   | |
| 102.   | Dietrich Schöneboom †                  | 20. Oktober 1943   |                |             |                   | (* 4. Dezember 1917 in Amdorf; † 18. November 2003 in Hagen) Zuletzt im Dienstrang Kapitänleutnant Ing. Eintritt Reichsmarine 1. März 1934. Ab Februar 1940 U-Lehrgang. Anschließend Leitender Ingenieur auf U 146 und später U 38 und U 181 unter verschiedenen Kommandanten auf 5 Feindfahrten. |
| 103.   | Carl-August Landfermann                | 27. Oktober 1943   |                |             |                   | (* 14. Juli 1917 in Dortmund; † 21. Oktober 1943 im Mittelmeer) Zuletzt im Dienstrang Oberleutnant zur See. Eintritt Kriegsmarine 3. April 1937. Ab September 1941 U.W.O-Lehrgang, ab Juli 1942 Kommandantenlehrgang. 6 Feindfahrten als Kommandant von U 431, wobei 1 Schiff sowie 4 Segler mit 6.680 BRT versenkt werden konnten. |
| 104.   | Hellmut Rohweder                       | 14. November 1943  |                |             |                   | (* 17. Januar 1914 in Hagen; † 9. Februar 2008 in Flinmtbek) Zuletzt im Dienstrang Kapitän zur See der Bundesmarine. Eintritt Reichsmarine 8. April 1935. Ab Oktober 1938 U-Lehrgang für Ingenieure. 12 Feindfahrten als Ingenieur, später Leitender Ingenieur von U 17, U 69, U 514 und U 673 unter verschiedenen Kommandanten. 4. April 1956 Eintritt Bundesmarine. Dort bis 1958 Referent im Bundesministerium für Verteidigung. Zuletzt Kommandeur und Standortältester im Verteidigungskreiskommando 115 in Kiel. 31. März 1972 Eintritt in den Ruhestand. Rohweder war Ferner Träger des Deutschen Kreuzes in Gold.                                                                                               |
| 105.   | Egon Reiner Freiherr von Schlippenbach | 19. November 1943  |                |             |                   | |
| 106.   | Horst-Arno Fenski                      | 26. November 1943  |                |             |                   | (* 3. November 1918 in Königsberg; † 10. Februar 1965 in Hamburg) Zuletzt im Dienstrang Oberleutnant zur See. Eintritt Kriegsmarine 9. Oktober 1937 6 Feindfahrten als Kommandant von U 410. 1 Schiff mit 7.154 BRT versenkt sowie einen Zerstörer mit 5.270 ts. 4. Mai 1944 in US-amerikanische Kriegsgefangenschaft geraten. Am 4. Mai 1946 aus dieser wieder entlassen. |
| 107.   | Heinz Franke                           | 30. November 1943  |                |             |                   | (* 30. November 1915 in Berlin-Steglitz; † 5. April 2003 in Sasbach) Zuletzt im Dienstrang Fregattenkapitän der Bundesmarine. 4 Feindfahrten als Kommandant von U 262. 3 Schiffe mit 13.935 BRT sowie eine Korvette mit 925 ts versenkt. 1. Dezember 1957 Eintritt Bundeswehr. Dort bis zum Eintritt des Ruhestandes zum 31. März 1972 Hilfsreferent im Amt für Militärkunde. |
| 108.   | Max-Martin Teichert †                  | 19. Dezember 1943  |                |             |                   | (* 31. Januar 1915 in Kiel; † 12. Mai 1943 im Atlantik) Zuletzt im Dienstrang Kapitänleutnant. 11 Feindfahrten als Kommandant von U 456. 6 Schiffe mit 31.721 BRT versenkt. |

### 1944
Im Jahr 1944 erhielten 26 Angehörige der U-Boot-Waffe das Ritterkreuz des Eisernen Kreuzes verliehen.
| Nummer | Name                     | Ritterkreuz        | Eichenlaub     | Schwerter | Brillanten | Kurzbiografie |
| 109.   | Johannes Koitschka       | 27. Januar 1944    |                |           |            | (* 6. August 1917 in Siebitz; † 17. Mai 2002 in Lohra) Zuletzt im Dienstrang Kapitänleutnant. 9 Feindfahrten als Kommandant mit U 616. 3 Schiffe mit 19.593 BRT sowie 1 Schiff mit 1.570 ts versenkt. Ferner Träger des Deutschen Kreuzes in Gold. Am 1. Juni 1946 aus Kriegsgefangenschaft entlassen. |
| 110.   | Hans-Jürgen Hellriegel † | 3. Februar 1944    |                |           |            | |
| 111.   | Siegfried Lüdden †       | 11. Februar 1944   |                |           |            | (* 20. Mai 1916 in Neubrandenburg; † 13. Januar 1945 in Kiel) Zuletzt im Dienstrang Korvettenkapitän. 3 Feindfahrten als Kommandant mit U 188. 7 Schiffe mit 50.915 BRT BRT sowie 1 Schiff mit 1.190 ts versenkt. Starb beim Schiffsbrand des Wohnschiffes Daressalam. |
| 112.   | Johann Friedrich Wessels | 9. März 1944       |                |           |            | (* 28. Mai 1904 in Wilhelmshaven; † 9. Februar 1988 in Oldenburg) Zuletzt im Dienstrang Korvettenkapitän (Ing.). 5 Feindfahrten als Leitender Ingenieur auf U 47 und U 198. Am 29. Januar 1947 aus britischer Kriegsgefangenschaft entlassen. |
| 113.   | Gustav Poel              | 21. März 1944      |                |           |            | |
| 114.   | Waldemar Mehl            | 28. März 1944      |                |           |            | (* 7. September 1914 in Grävenwiesbach; † 29. März 1996) Zuletzt im Dienstrang Korvettenkapitän. 12 Feindfahrten als Kommandant von U 371. Hierbei 6 Schiffe mit 42.442 BRT sowie 3 Schiffe mit 2.831 ts versenkt. Von Mai 1945 bis August 1945 im Deutschen Minenräumdienst beschäftigt. |
| 115.   | Alfred Eick              | 31. März 1944      |                |           |            | (* 9. März 1916 in Essen; † 12. April 2015 in Bielefeld) Zuletzt im Dienstrang Oberleutnant zur See. 5 Feindfahrten als Kommandant von U 510. Hierbei 10 Schiffe mit 67.191 BRT versenkt. Ferner Träger des Deutschen Kreuzes in Gold sowie einmalige Nennung im Wehrmachtbericht am 31. März 1944. Am 26. Juli 1947 aus französischer Kriegsgefangenschaft entlassen. |
| 116.   | Georg Olschewski         | 23. April 1944     |                |           |            | (* 2. Juni 1911 in Horstmar; † 29. September 1996 in Immenstadt) Zuletzt im Dienstrang Fregattenkapitän. 7 Feindfahrten als Maschinist später als Leitender Ingenieur auf U 66 unter verschiedenen Kommandanten. 18. Juni 1957 Eintritt in die Bundesmarine. Dort Geschwadermaschinenoffizier und später Leiter der Abteilung Schiffstechnik beim Kommando der Minenstreitkräfte. August 1964 bis September 1967 Dezernent für Materialhaltung und Instandsetzung im Marine-Abschnittskommando Nordsee. 20. September 1967 Verleihung des Bundesverdienstkreuzes am Bande. 30. September 1967 Verabschiedung in den Ruhestand. |
| 117.   | Walter Kaeding           | 15. Mai 1944       |                |           |            | (* 14. September 1915 in Berlin; † 4. Januar 1991 in Bremen) Zuletzt im Dienstrang Leutnant zur See. 4 Feindfahrten als Obersteuermann auf U 123. Ferner Träger des Deutschen Kreuzes in Gold. |
| 118.   | Horst Hofmann            | 20. Mai 1944       |                |           |            | (* 18. Januar 1919 in Cranzahl; † 14. Juni 1978 in Lübeck) Zuletzt im Dienstrang Obersteuermann. 11 Feindfahrten als Bootsmannmaat bzw. Obersteuermann auf U 134 und U 672. Ferner Träger des Deutschen Kreuzes in Gold. |
| 119.   | Karl-Heinz Wiebe         | 22. Mai 1944       |                |           |            | (* 10. April 1916 in Kiel; † 1. Dezember 2012 in Bremen) Zuletzt im Dienstrang Korvettenkapitän d. R. 8 Feindfahrten als Ingenieur bzw. Leitender Ingenieur auf U 67 und U 178. 1958 Eintritt in die Bundeswehr. Dort im Schiffsbaukommando der Bundesmarine eingesetzt. Von Juni 1959 bis August 1961 Ausbildungsleiter der Technischen Marineschule III. |
| 120.   | Horst von Schroeter      | 1. Juni 1944       |                |           |            | |
| 121.   | Reinhard König           | 8. Juli 1944       |                |           |            | (* 30. März 1909 in Hanau; † 28. März 1998 in Bischofsheim) Zuletzt im Dienstrang Kapitänleutnant (Ing.). 4 Feindfahrten als Ingenieur bzw. Leitender Ingenieur auf U 123 und U 2506. Ferner Träger des Spanienkreuzes in Bronze mit Schwertern sowie des Deutschen Kreuzes in Gold. |
| 122.   | Heinz Sieder †           | 8. Juli 1944       |                |           |            | (* 28. Juni 1920 in München; † 20. August 1944 in der Biscaya) Zuletzt im Oberleutnant z. S. 4 Feindfahrten als Kommandant von U 984. |
| 123.   | Johann-Otto Krieg        | 8. Juli 1944       |                |           |            | |
| 124.   | Karl Fleige              | 18. Juli 1944      |                |           |            | (* 5. September 1905 in Hildesheim; † 16. Februar 1975 in Erzhausen) Zuletzt Kapitänleutnant. 19 Feindfahrten, davon 6 als Kommandant auf U 18 und U 4712. Ferner Träger des Deutschen Kreuzes in Gold. Britische Kriegsgefangenschaft vom 9. Mai 1945 bis 1. August 1945 in Norwegen. |
| 125.   | Karl-Heinz Marbach       | 22. Juli 1944      |                |           |            | |
| 126.   | Hermann Stuckmann †      | 11. August 1944    |                |           |            | (* 2. Januar 1921 in Wuppertal; † 18. August 1944 in der Biscaya) Zuletzt Oberleutnant z. S. 9 Feindfahrten, davon 3 als Kommandant auf U 621. Hierbei Versenkung von zwei Schiffen mit 4.428 BRT. |
| 127.   | Heinrich Dammeier        | 12. August 1944    |                |           |            | (* 9. Februar 1914 in Beckedorf (Sachsen); † 16. Mai 2001 ebenda); zuletzt im Dienstrang Stabsobermaschinist. 10 Feindfahrten auf U 129 unter verschiedenen Kommandanten von Juli 1941 bis Juli 1944. Danach U 270 bis zu dessen Untergang mit anschließender Kriegsgefangenschaft. Träger des Spanienkreuzes in Bronze und Silber mit Schwertern. Deutsches Kreuz in Gold am 12. Februar 1944. Ritterkreuzverleihung 12. August 1944 für Verhinderung des raschen Versinkens von U 270, bis alle 71 Personen das U-Boot verlassen hatten.                                                                                     |
| 128.   | Hans-Günther Lange       | 26. August 1944    | 29. April 1945 |           |            | |
| 129.   | Heinrich Timm            | 17. September 1944 |                |           |            | (* 30. April 1910 in Bremen; † 12. April 1974 in der Axstedt) Zuletzt Fregattenkapitän. 10 Feindfahrten als Kommandant von U 251 und U 862. Hierbei Versenkung von neun Schiffen mit 53.782 BRT. 1. Dezember 1955 Eintritt Bundesmarine. Dort Leiter des Referats Infrastruktur im Marineabschnittskommando Nord. Später Kommandant der Schulfregatte Scharnhorst. Danach Referent im Marinewaffenkommando und ab April 1965 Standortkommandant in Flensburg. 30. September 1966 Verabschiedung in den Ruhestand. |
| 130.   | Gerhard Schaar           | 1. Oktober 1944    |                |           |            | (* 5. März 1919 in Berlin; † 24. Januar 1983 in der Maseru (Lesotho)) Zuletzt Kapitänleutnant. 6 Feindfahrten als Kommandant von U 957. Hierbei Versenkung von einem Schiff mit 7.135 BRT sowie ein weiteres mit 200 ts. Ferner Träger des Deutschen Kreuzes in Gold. Später Kommandant von U 2551, jedoch keine Feindfahrten. |
| 131.   | Hans-Joachim Förster †   | 18. Oktober 1944   |                |           |            | (* 20. Februar 1920 in Groß Köris; † 24. Februar 1945 im Ärmelkanal) Zuletzt Oberleutnant z. S. 3 Feindfahrten als Kommandant von U 480. Hierbei Versenkung von drei Schiffen mit 14.621 BRT sowie ein weiteres mit 925 ts. |
| 132.   | Paul Brasack             | 30. Oktober 1944   |                |           |            | |
| 133.   | Rudolf Mühlbauer         | 10. Dezember 1944  |                |           |            | (* 27. März 1919 in Königsbrück (Sachsen); † 26. März 2000 in Laußnitz) zuletzt im Dienstrang Oberbootsmann. 9 Feindfahrten auf U 123 unter verschiedenen Kommandanten bis Juni 1942. Danach vier Feindfahrten U 170. 10. Januar 1944 Verleihung des Deutschen Kreuzes in Gold. Ritterkreuzverleihung für 13 Feindfahrten sowie für bisherige Verdienste. Beiname „Schärfstes Auge der U-Boot Waffe“. Ferner Träger der U-Boot-Frontspange in Silber. Im Juli 1945 aus britischer Kriegsgefangenschaft entlassen. |
| 134.   | Günther Pulst            | 21. Dezember 1944  |                |           |            | (* 26. März 1918 in Braunschweig; † 5. Januar 1991 in Bonn) Zuletzt Kapitänleutnant. 2 Feindfahrten als Kommandant von U 978. Hierbei Versenkung von einem Schiff mit 7.176 BRT. 1. September 1947 Eintritt Bundeswehr. Dort zunächst Dezernent in der Wehrbereichsverwaltung in Hannover, später Abteilungsleiter Abteilung Verwaltung beim Bundesministerium für Verteidigung. 1963 bis 1967 Financial-Controller bei der NATO in Paris. 1967 bis 1983 Ministerialrat im Bundesministerium für Verteidigung. 31. März 1983 Ruhestand. Ferner Träger des Bundesverdienstkreuzes.                                              |

### 1945
Von Januar bis Mai 1945 erhielten noch einmal 11 Angehörige der U-Boot-Waffe das Ritterkreuz verliehen. Rolf Thomsen erhielt als einziger Angehöriger nur wenige Monate später nach seiner Ritterkreuzverleihung auch noch das Eichenlaub verliehen.
| Nummer | Name                 | Ritterkreuz      | Eichenlaub     | Schwerter | Brillanten | Kurzbiografie |
| 135.   | Rolf Thomsen         | 4. Januar 1945   | 29. April 1945 |           |            | |
| 136.   | Ernst Hechler        | 21. Januar 1945  |                |           |            | (* 21. November 1907 in Lauterbach; † 23. Oktober 1965 in Alzey). Letzter Dienstgrad Korvettenkapitän. 1928 Fliegerausbildung, anschließend bis 30. April 1935 Reichsmarine, später Kriegsmarine. 1. Mai 1935 Wechsel zur Luftwaffe. Dort Fliegerschule Warnemünde, später Staffelkapitän im KGr 126, im Anschluss Kampfgeschwader 28. Mai 1942 bis Ende Juni 1943 Gruppenleiter im Stab des Luftmineninspizenten im Reichsluftfahrtministerium. 1. Juli 1943 Rückversetzung zur Kriegsmarine und U-Boot-Lehrgänge sowie Kommandantenausbildung. Vom 3. Februar 1944 bis 30. März 1945 Kommandant von U 870. 2 Schiffe mit 6.482 BRT versenkt sowie ein Schiff mit 335 ts. Danach kurzfristig bis Kriegsende im Stab des Befehlshabers der Unterseeboote eingesetzt.                                  |
| 137.   | Kurt Dobratz         | 23. Januar 1945  |                |           |            | (* 9. April 1904 in Stettin; † 21. Dezember 1996 in Bremen). Letzter Dienstgrad Kapitän zur See. 30. März 1922 Eintritt Reichsmarine. Dort bis 30. September 1935. Danach Austritt aus der Kriegsmarine und Übertritt zur Luftwaffe. Dort Staffelkapitän im Kampfgeschwader 255 im Rang eines Oberstleutnants der Luftwaffe. Später Oberst der Luftwaffe und Kommandeur der I. Gruppe des Kampfgeschwaders 26. 1. April 1943 Übertritt zur Kriegsmarine, dort Ausbildung in der U-Boot Waffe und Kommandantenausbildung. Ab 8. März 1944 Kommandant von U 1232. 4 Schiffe mit 24.535 BRT versenkt. Von April 1945 bis Kriegsende zunächst Chef des Stabes beim Kommandierenden Admiral der U-Boote, ab Mai 1945 als Kommandierender Admiral der U-Boote mit der Wahrnehmung der Geschäfte beauftragt. |
| 138.   | Johann Limbach       | 6. Februar 1945  |                |           |            | (* 9. Dezember 1912 in Uerdingen; † 6. März 1993 in Düsseldorf). Letzter Dienstgrad Oberleutnant z. S. 7 Feindfahrten als Steuermann, später II. und I. Wachoffizier auf U 43 und U 181. |
| 139.   | Hans Georg Hess      | 11. Februar 1945 |                |           |            | (* 29. Mai 1923 in Berlin; † 29. März 2008). Letzter Dienstgrad Oberleutnant z. S. d. R. 7 Feindfahrten als Kommandant von U 995. Hierbei 3 Schiffe, 2 U-Jäger sowie 1 Motorboot mit zusammen 11.396 BRT versenkt. 8. Mai 1945 bis Juni 1946 Kriegsgefangenschaft in Horten, später Larvik. |
| 140.   | Otto Westphalen      | 23. März 1945    |                |           |            | (* 12. März 1920 in Hamburg; † 9. Januar 2008). Letzter Dienstgrad Leutnant z. S. 12 Feindfahrten, davon sechs als Kommandant von U 968. Hierbei 3 Schiffe mit 25.215 BRT sowie 2 Korvetten mit 2.700 ts versenkt. Einmalige Nennung im Wehrmachtbericht am 24. März 1945. Nach Kriegsende britische Kriegsgefangenschaft in Loch Eriboll. |
| 141.   | Philipp Lichtenberg  | 31. März 1945    |                |           |            | (* 9. September 1908 in Kobenz; † 14. Dezember 1993). Letzter Dienstgrad Fregattenkapitän. 15 Feindfahrten als Maschinist, später leitender Ingenieur auf U 18, U 652 und U 516 unter verschiedenen Kommandanten. Träger des Deutschen Kreuzes in Gold. 15. Mai 1945 bis 1. März 1946 britische Kriegsgefangenschaft in Loch Eriboll. 11. Februar 1956 Eintritt Bundeswehr. Dort Hilfsdezernent für Fachausbildung im Kommando der Marineausbildung, später dort Dezernent für Unteroffiziers- und Mannschaftsausbildung. 30. September 1964 in den einstweiligen Ruhestand versetzt. |
| 142.   | Hans Johannsen       | 31. März 1945    |                |           |            | (* 29. Januar 1913 in Stadum; † 5. März 1961 in Burg). Letzter Dienstgrad Leutnant Ing. 14 Feindfahrten als Maschinist, später Ingenieur, davon 10 auf U 96 und vier auf U 802. 1 Schiff mit 335 ts versenkt. Ferner Träger des Deutschen Kreuzes in Gold. 11. Mai 1945 Kapitulation in Loch Eriboll. Anschließend bis Mai 1948 in britischer Kriegsgefangenschaft. |
| 143.   | Heinz Prassdorf      | 21. April 1945   |                |           |            | (* 7. Dezember 1918 in Rostock; † 8. November 1993 ebenda) zuletzt im Dienstgrad Obermaschinist. Eintritt Kriegsmarine 1. November 1937. 22. April 1939 bis 2. Dezember 1940 Maschinenobergefreiter auf U 48 auf 9 Feindfahrten. 3. Dezember 1940 bis 19. Februar 1941 U 557, ab 20. Februar 1941 auf U 558, später auch auf U 1203. Neben Ritterkreuz war er Inhaber des U-Boot-Kriegsabzeichen (1939), des Eisernen Kreuzes (1939) II. und I. Klasse sowie der U-Boot-Frontspange in Bronze. |
| 144.   | Heinrich Schroeteler | 2. Mai 1945      |                |           |            | (* 10. Dezember 1915 in Essen; † 19. Januar 2000 in Bochum). Letzter Dienstgrad Kapitänleutnant. 3 Feindfahrten als Kommandant von U 667 und U 1023. 1 Schiff mit 335 ts versenkt. Ferner Träger des Deutschen Kreuzes in Gold. 11. Mai 1945 Kapitulation in Weymouth and Portland. Anschließend bis 20. Mai 1948 in britischer Kriegsgefangenschaft. |
| 145.   | Hans Lehmann         | 7. Mai 1945      |                |           |            | (* 24. September 1915 in Brunsbüttelkoog; † 25. November 1981 in Maschen). Letzter Dienstgrad Oberleutnant z. S. Eintritt Kriegsmarine 1. November 1938. August 1942 bis Juni 1943 U-Ausbildung. Juni/Juli 1943 Kommandantenausbildung. 7 Feindfahrten als Kommandant von U 997. Hierbei Versenkung von 2 Schiffen mit 1.749 BRT sowie einen U-Jäger mit 146 ts. Beschädigung eines weiteren Schiffes mit 4.287 BRT. Ferner Träger des Deutschen Kreuzes in Gold, welches ihm am 28. Dezember 1944 verliehen worden war. 16. Mai 1945 Überführung von U 997 von Narvik nach Loch Eriboll mit folgender britischer Kriegsgefangenschaft. |

### Ausländische Verleihungen
| Nummer | Name                          | Ritterkreuz           | Bemerkung | Kurzbiografie                                                                             |
| 1.     | Enzo Grossi                   | 7. Oktober 1942       | Nach dem Krieg wurden als Ergebnis von Untersuchungen festgestellt, dass Grossi, nicht wie von ihm behauptet, keines der beiden amerikanischen Schlachtschiffe versenkte. Seine hierfür empfangenen Orden wurden zurückgezogen. | U-Boot-Kommandant von der Medusa und Barbarigo, später Kommandeur von BETASOM in Bordeaux |
| 2.     | Carlo Fecia di Cossato        | 19. März 1943         | Als sechster von neun Marineangehörigen der italienischen Marine mit dem Ritterkreuz ausgezeichnet. | U-Boot-Kommandant von Ciro Menotti und Tazzoli                                            |
| 3.     | Gianfranco Gazzana Priaroggia | 26. Mai 1943 (postum) | Als letzter von neun Marineangehörigen der italienischen Marine mit dem Ritterkreuz ausgezeichnet. | U-Boot-Kommandant von Malachite, Durbo, Tazzoli, Archimede und Leonardo da Vinci          |

### Nicht rechtmäßige erfolgte Verleihung
Aufgrund des angeblichen Dönitz-Erlasses, welcher von der Ordensgemeinschaft der Ritterkreuzträger propagiert wurde, taucht in der Literatur ein weiterer Ritterkreuzträger der U-Boot-Waffe auf, dem das Ritterkreuz jedoch nie rechtsgültig verliehen wurde.
| Nummer | Name         | Ritterkreuz | Bemerkung | Kurzbiografie |
| –      | Karl Jaeckel | 8. Mai 1945 | Die Verleihung des Ritterkreuzes basierte auf dem angeblichen Dönitz-Erlass und ist damit rechtsunwirksam. Das Verleihungsdatum wurde von Walther-Peer Fellgiebel festgesetzt. | (* 20. Dezember 1913 in Gladbeck; † 8. Dezember 1984 in Neubrandenburg). Letzter Dienstgrad Obersteuermann. 7 Feindfahrten als Kommandant von U 997. 1 Schiff mit 1.749 BRT sowie einen U-Jäger mit 146 ts versenkt. Ferner Träger des Deutschen Kreuzes in Gold. 16. Mai 1945 Kapitulation in Loch Eriboll. Anschließend britische Kriegsgefangenschaft. |